# فانيسا فرايزر
فانيسا فرايزر هي دبلوماسية من مالطا تعمل حاليًا كممثلة دائمة لدى الأمم المتحدة . قبل عملها في الأمم المتحدة، عملت سابقا سفيرة لبلادها لدى بروكسل وبلجيكا ولوكسمبورغ وحلف شمال الأطلسي . وفي الأمم المتحدة، تم انتخابها رئيسة للجنة الثانية للأمم المتحدة، اللجنة الاقتصادية والمالية، للدورة ال76 للجمعية العامة للأمم المتحدة عام 2021.  وتعد أول امرأة تقود جميع النساء الأعضاء في اللجنة الثانية للأمم المتحدة واللجنة الاقتصادية والمالية وأول امرأة تتولى منصب الممثل الدائم لدولة مالطا لدى الأمم المتحدة.

## التعليم
حصلت فانيسا فرايزر على درجة البكالوريوس في إدارة الأعمال واللغة الفرنسية من كلية لوثر في الولايات المتحدة، ثم درجة الماجستير في الدراسات الدبلوماسية في القانون الدولي من جامعة مالطا.  وهي حاصلة على الدكتوراه الفخرية تقديراً لإنجازاتها.

## العمل
بدأت عملها الدبلوماسيي كطالبة دبلوماسية عام 1992 وتم تعيينها بمنصب سكرتير أول في عام 1994 وعملت في وزارة الخارجية كموظفة لمكتب للولايات المتحدة والأمريكتين ثم أعيد نقلها لدائرة البحر الأبيض المتوسط.  تم تعيينها كسفيرة وعملت في بروكسل وبلجيكا ولوكسمبورغ وحلف شمال الأطلسي قبل أن يتم نقلها إلى إيطاليا عام 2013 وتم اعتمادها لدى سان مارينو وهيئات الأمم المتحدة التي في روما.  